# Mirosława Sędzikowska
Mirosława Sędzikowska (ur. 1955 w Chełmży) – polska pisarka, tworząca między innymi fantastykę (fantasy) i literaturę dla młodzieży. Odznaczona Krzyżem Wolności i Solidarności. Napisała dwie powieści, wydała jeden zbiór opowiadań oraz publikowała swoje teksty w różnych czasopismach.

## Życiorys
W 1978 zaczęła studiować filologię polską na Uniwersytecie Mikołaja Kopernika w Toruniu. Byłą wtedy związana z Komitetem Samoobrony Społecznej „KOR”. Przez swoją działalność opozycyjną była zatrzymywana na 48 godzin, miała również utrudniane podjęcie pracy w szkolnictwie.  Jako pisarka zadebiutowała w 1988 w piśmie „Fakty i fikcje”.

## Twórczość

### Powieści
- Czarodziej mieszkał za rogiem, wyd. Adam Marszałek, 2001
- Eus, deus, kosmateus, wyd. Supernowa, 2008

### Zbiory opowiadań
- Dom wiedźmy ze wzgórza, wyd. Przedświt, 1991
- Gandziolatki. Wizyta u wiedźmy, wyd. Supernowa, 2002

### Opowiadania
- Aluś Karson i Kapadocki, 1990, „Fenix” 01 (01) 1990, Dom wiedźmy ze wzgórza
- Pan Rimek, 1990, „Fantastyka” 06 (93) 1990, Dom wiedźmy ze wzgórza
- Dom wiedźmy ze wzgórza, 1991, Robimy rewolucję, „Fenix” 02 (06) 1991, Dom wiedźmy ze wzgórza
- Sprawa rodzinna, 1991 „Fantazja” 03 (3) 1991, Niech żyje Polska. Hura!, Dom wiedźmy ze wzgórza
- Wampir za zamkniętymi drzwiami, 1991 „Voyager” 01 1991
- Wigilia, 1991, „Fantazja ”04 (4) 1991, Dom wiedźmy ze wzgórza, Fantastyczne opowieści wigilijne
- Krzyś Kłopotruch i ciotka Grażyna, 1992, „Fantazja” 03 (7) 1992
- Przed deszczem, 1992, „Voyager” 05 1992/1993
- Wiedźma i dziennikarz, 1992 „Fantazja” 04 (8) 1992, Gandziolatki. Wizyta u wiedźmy
- Drabina, 1993, „Fenix” 11 (27) 1993, Gandziolatki. Wizyta u wiedźmy
- Księżycowy paź, 1994, „Fenix” 03 (30) 1994, Gandziolatki. Wizyta u wiedźmy
- Dziewczynki, 1995, „Fenix” 11 (47) 1995
- Niezbadane wyroki losu, 1996, „Fenix ”12 (59) 1996
- Nocne mary, 1996, „Fenix ”10 (57) 1996, Gandziolatki. Wizyta u wiedźmy
- Ten straszny Piter Sypek, 1996, „Magia i Miecz” 11 (35) 1996, Gandziolatki. Wizyta u wiedźmy
- Dawid Stokrotka, 1997, „Nowa Fantastyka” 01 (172) 1997, Gandziolatki. Wizyta u wiedźmy
- Z wizytą u wiedźmy, 1997, „Fenix” 09 (68) 1997, Gandziolatki. Wizyta u wiedźmy
- Kto widział Jana Paśkę?, 1998, „Fenix” 02 (71) 1998, Gandziolatki. Wizyta u wiedźmy
- Gdzie jest wiedźma Agnieszka?, 2002, Gandziolatki. Wizyta u wiedźmy
- Pechowy Waldek, 2002, Gandziolatki. Wizyta u wiedźmy, Dom wiedźmy ze wzgórza
- Przygoda mądrej wiedźmy, 2002, Gandziolatki. Wizyta u wiedźmy
- Świtezianki, 2002, „Science Fiction” 11 (21) 2002
- Wiedźma w świetle księżyca, 2002, Gandziolatki. Wizyta u wiedźmy
- Wiedźma w tarapatach, 2002, Gandziolatki. Wizyta u wiedźmy
- Łowca, 2007, A.D. XIII
- Nietak, 2010, Jedenaście pazurów